# Џули и Џулија
Џули и Џулија (енгл. „Julie & Julia“) је америчка комедија из 2009. године. Мерил Стрип је за своју улогу освојила Златни глобус за најбољу главну глумицу и Награду филмске критике за најбољу главну глумицу, а била је номинована и за БАФТА награду, Награду Удружења глумаца и Оскар за најбољу главну глумицу.

## Улоге
| Глумац         | Улога              |
| -------------- | ------------------ |
| Мерил Стрип    | Џулија Чајлд       |
| Ејми Адамс     | Џули Пауел         |
| Стенли Тучи    | Пол Чајлд          |
| Крис Месина    | Ерик Пауел         |
| Линда Емон     | Симка              |
| Хелен Кери     | Луизет Бертол      |
| Џејн Линч      | Дороти Маквилијамс |
| Ванеса Ферлито | Кејси              |
| Кејси Вилсон   | Ређина             |